# The Room (2003)
The Room is een Amerikaanse onafhankelijke film uit 2003. De film kreeg destijds overwegend negatieve kritieken, maar heeft dankzij zijn onbedoeld lachwekkende plot en acteerprestaties een cultfilmstatus gekregen. The Room is eigenlijk een dramafilm, maar wordt sindsdien gepromoot als een komische film. In 2017 kwam de verfilming The Disaster Artist uit, waarbij getoond wordt hoe Tommy Wiseau, gespeeld door James Franco, tot het idee kwam om The Room te filmen.

## Verhaal
Johnny is een succesvolle bankier uit San Francisco. Hij is verloofd met Lisa. Ondanks dat de relatie tussen Johnny en Lisa goed lijkt, vertelt Lisa aan haar moeder Claudette dat zij Johnny saai vindt. Claudette adviseert haar om toch bij Johnny te blijven om financiële redenen. Hier luistert Lisa niet naar en ze gaat vreemd met Johnny's beste vriend Mark. Uiteindelijk besluit Lisa om toch bij Johnny te blijven. Dit houdt ze echter niet lang vol en ze vertelt onterecht aan haar moeder dat Johnny haar geslagen heeft. Bij een verrassingsfeestje voor Johnny betrapt een vriend van Johnny Lisa en Mark zoenend. Uiteindelijk vertelt Lisa aan Johnny dat ze een verhouding heeft met Mark. Na het feestje sluit Johnny zichzelf op in de badkamer. Vanuit de badkamer hoort Johnny een gesprek tussen Lisa en Mark, hierin vertelt zij dat ze Johnny wil verlaten. Nadat Lisa is weggegaan komt Johnny uit de badkamer en sloopt hij zijn appartement, waarna hij zelfmoord pleegt.

## Rolverdeling
| Acteur            | Personage |
| ----------------- | --------- |
| Tommy Wiseau      | Johnny    |
| Juliette Danielle | Lisa      |
| Greg Sestero      | Mark      |
| Philip Haldiman   | Denny     |
| Carolyn Minnott   | Claudette |
| Robyn Paris       | Michelle  |
| Greg Ellery       | Steven    |
| Mike Holmes       | Mike      |
| Kyle Vogt         | Peter     |
| Dan Janjigian     | Chris R   |